# Mike McCormack
Michael Joseph McCormack Jr. (Chicago, Illinois, 21 de junio de 1930 – Palm Desert, California, 15 de noviembre de 2013), más conocido como Mike McCormack, fue un jugador profesional estadounidense de fútbol americano que se desempeñó en la posición de offensive tackle en la National Football League (NFL). Es miembro del Salón de la Fama del Fútbol Americano Profesional.

## Carrera
McCormack jugó como profesional una temporada en New York Yanks (1951), después se unió a Cleveland Browns, donde jugó nueve temporadas (1954-1962), y fue el equipo en el que se retiró.

## Reconocimiento
El 28 de julio de 1984, ingresó como miembro al Salón de la Fama del Fútbol Americano Profesional.